# Куперман, Исер Иосифович
Исер Иосифович Куперман (21 апреля 1922, Хабно ― 6 марта 2006, Бостон) ― советский и американский шашист (русские и международные шашки), международный гроссмейстер (1958), шашечный теоретик. Один из крупнейших шашистов XX века.
Многократный чемпион СССР по русским и международным шашкам, чемпион Европы по международным шашкам, семикратный чемпион мира по международным шашкам. Заслуженный мастер спорта СССР (1960); лишён звания в 1978 году при эмиграции в Израиль. Самый пожилой шашист, достигший рейтинга 2400.

## Спортивная биография

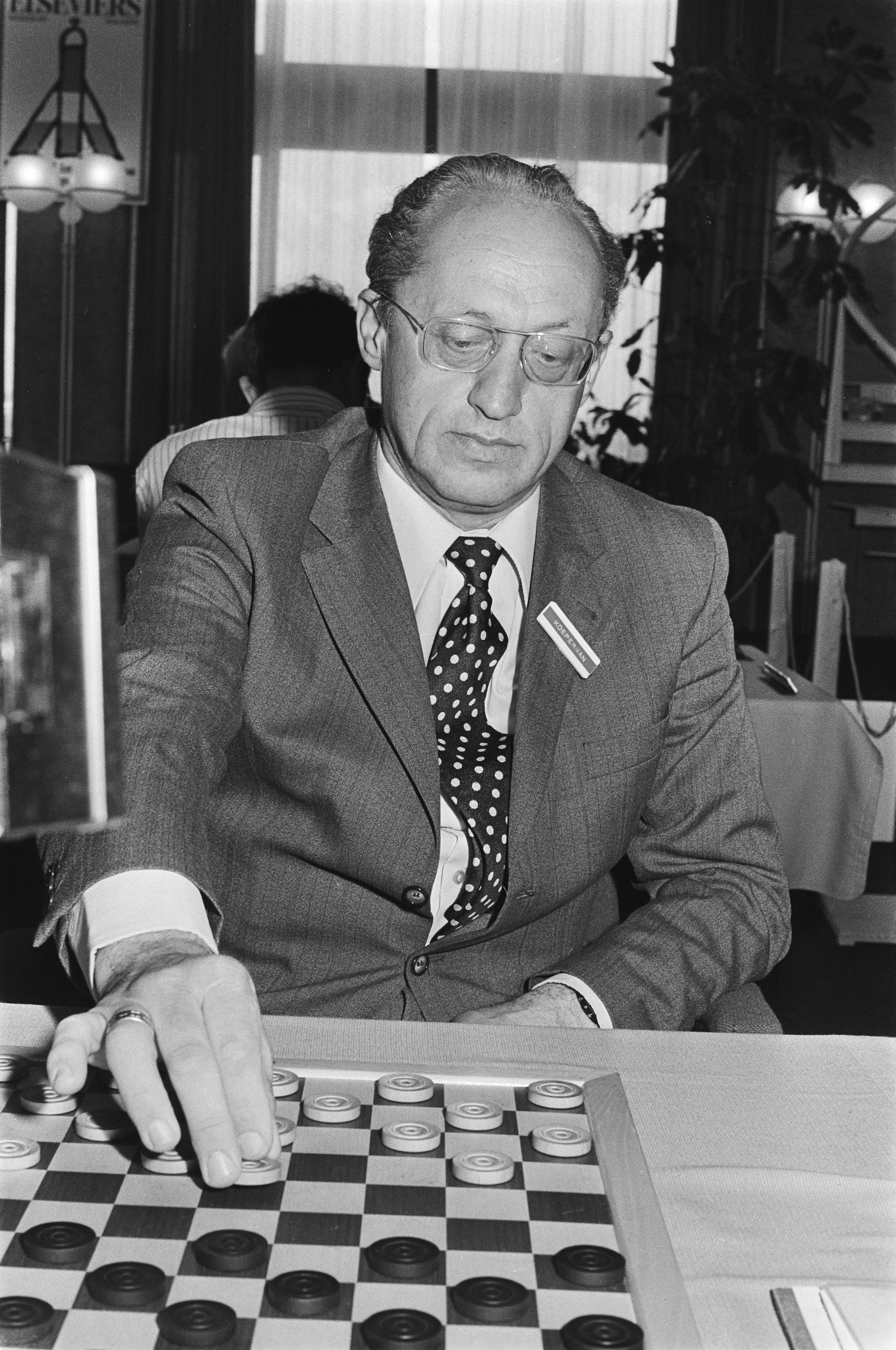
Исер Куперман (1976)

Дебютировал на чемпионатах СССР по русским шашкам в 1945 и сразу же одержал уверенную победу, а в последующие годы несколько раз отстоял свой титул. После введения в СССР соревнований по международным, стоклеточным шашкам Куперман взялся за тщательное изучение литературы, им посвящённой, и на первом чемпионате СССР на большой доске в 1954 году занял первое место. В 1955 году получил звание мастера спорта СССР.
В 1958, выиграв турнир претендентов, Куперман получил право на матч за первенство мира с действующим чемпионом ― канадцем Марселем Делорье, и обыграл его, одержав четыре победы при двух поражениях и 14 ничьих, став, таким образом, первым советским чемпионом мира в этой дисциплине. К концу года Куперман был уже международным гроссмейстером.
После победы над Делорье Куперман ещё четыре раза становился чемпионом мира, побеждая в матчах в 1959, 1961, 1965 и 1967 годах. Ещё два раза титул ему присуждался без матча. В 1963 году не состоялся матч между Куперманом и победителем турнира претендентов 1962 года Баба Си. Уже после гибели Баба Си ФМЖД в 1986 году по просьбе самого Купермана вернулась к рассмотрению обстоятельств срыва матча 1963 года, возложив ответственность за срыв на советскую федерацию. В связи с этим Международная шашечная федерация провозгласила Баба Си чемпионом мира 1963 года, сохранив этот титул и за Куперманом. Таким образом, в официальном списке ФМЖД значатся два чемпиона мира за 1963 год. При этом Куперман стал считаться семикратным чемпионом мира. В 1974 году Куперман занял первое место в турнире претендентов, но действующий чемпион мира Тон Сейбрандс свой титул защищать отказался, и 21 ноября 1975 года Исер Куперман был Всемирной федерацией шашек (ФМЖД) объявлен чемпионом мира.
В 1978 Куперман эмигрировал в Израиль, а затем в США, где успешно выступал в турнирах вплоть до преклонного возраста. Четырежды побеждал на Панамериканском чемпионате в 1983, 1985, 1987 и 1995 годах, семь раз выигрывал чемпионат Американской ассоциации пул чекерс (1984—1990), став таким образом самым титулованным мастером этой игры, и восемь раз Чемпионат США по международным шашкам.

## Награды
- Орден «Знак Почёта» (16.09.1960) — за успешные выступления в XVII летних и VIII зимних Олимпийских играх 1960 года, а также за выдающиеся спортивные достижения[9]